# 光パラメトリック発振器

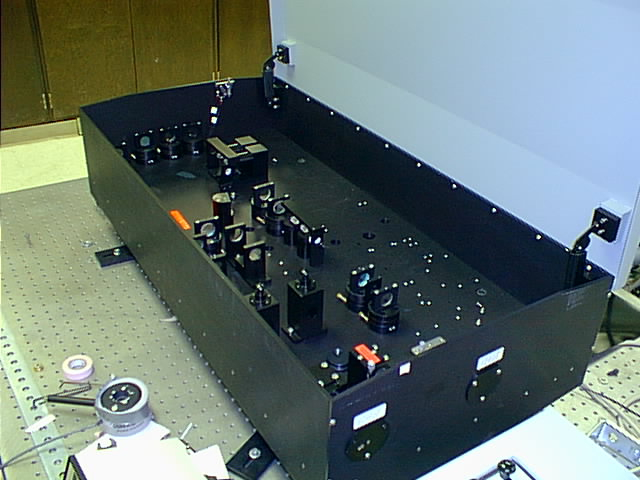
赤外光パラメトリック発振器

光パラメトリック発振器（ひかりパラメトリックはっしんき、英:Optical Parametric Oscillator、略称OPO）とは、光周波数領域のパラメトリック発振器である。OPOに周波数 {\displaystyle \omega _{p}}のレーザー光（ポンプ光と呼ばれる）を入力すると、2次の非線形光学効果により、周波数の低い二つの光が出力される。（その周波数を{\displaystyle \omega _{s},\omega _{i}}とする。）出力される二つの光の周波数の和は、入力された光の周波数に等しい（{\displaystyle \omega _{s}+\omega _{i}=\omega _{p}}）。歴史的な経緯から、二つの出力光は周波数の高い方をシグナル光と呼び、もう一方をアイドラー光と呼ぶ。
出力される周波数がポンプ光の周波数の半分になるとき（{\displaystyle \omega _{s}=\omega _{i}=\omega _{p}/2}）は縮退OPOと呼ばれ、シグナル光とアイドラー光が同じ偏波の場合には、第二低調波発生となる。
最初のOPOは、レーザーの発明から5年後の1965年にベル研究所で Joseph A. Giordmaine と Robert C. Miller によって作られた。 
また、同年にはソビエトにおいても報告されている 。
OPOは、さまざまな目的のためのコヒーレントな光源として使われたり、量子力学の研究でスクイーズド光を生成するために使われたりする。

## 概要

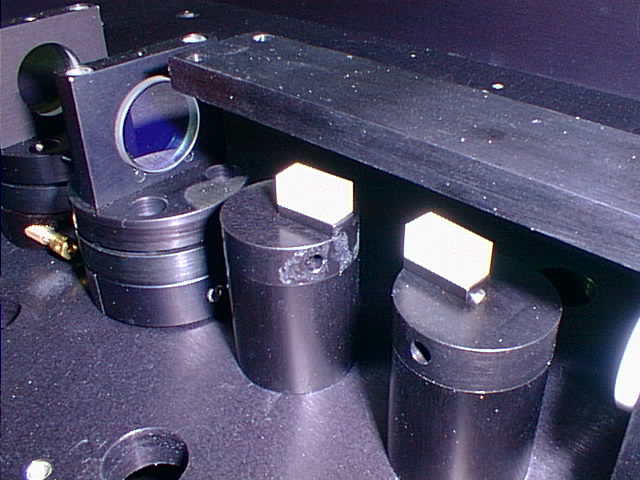
OPO内の非線形光学結晶（KTP）

OPOは光共振器と非線形光学結晶から構成される。光共振器は少なくともシグナル光かアイドラー光のどちらかを共振させる。非線形光学結晶内では、ポンプ光、シグナル光、アイドラー光が重ね合わさっている。これら3つの光の相互作用によって、シグナル光とアイドラー光の増幅とポンプ光の減衰が生じる。共振する光（シグナル光かアイドラー光、もしくはその両方）が共振器内を往復する際の減衰（この損失には、所望の出力光を得るための共振器ミラーによる損失も含まれている）は利得によって補償されて発振する。損失がポンプ光のパワーに依存しないのに対して、利得はポンプ光のパワーに依存する。そのため、ポンプ光のパワーが小さい時には、利得は発振させるのに十分ではなく、発振はポンプ光のパワーが閾値を越えて初めて起こる。このとき、利得は共振している光の振幅にも依存している。つまり、定常状態での動作において、共振する光の振幅は、利得が損失と等しくなる条件によって決まる。共振する光の振幅はポンプ光のパワーを大きくすると大きくなり、出力光のパワーも大きくなる。
光子の変換効率（単位時間あたりのポンプ光の光子数に対するシグナル光もしくはアイドラー光の光子数）は何十%という高さになりうる。典型的なポンプ光のパワーは数十mWから数Wで、共振器の損失や光の周波数、非線形結晶内での光強度と非線形性の強さに依存する。数Wの出力も可能である。連続波とパルスの両方のOPOが存在する。パルスは高強度の光が短時間しか続かないので、高強度の連続波に比べて非線形光学結晶やミラーへのダメージが少なく、作成が比較的容易である。
OPOにおいて、シグナル光やアイドラー光は背景雑音から生じる。アイドラー光がポンプ光と共に外から与えられたとき、この過程は差周波発生（DFG）と呼ばれる。DFGはOPOよりも効率的な過程で、原理的には閾値が存在しなくても良い。
ポンプ光の周波数や、非線形光学結晶の位相整合特性を変えると、出力光の周波数を変えることができる。温度や方向や疑似位相整合の周期を変えることで、位相整合条件を変えることができる。
また、出力光の周波数は、共振器長を変化させることで微調整できる。
非線形光学結晶の位相整合が取れない時には、疑似位相整合を用いることができる。これは、結晶の非線形光学特性（一般的には分極）を周期的に変えることによって達成される。適切な周期の周期分極反転ニオブ酸リチウム（PPLN）を用いれば、700nmから5000nmまでの波長の光を作ることができる。一般的なポンプ光の光源は波長が1.064µmか0.532µmのNd:YAGレーザーである。
OPOの重要な特徴は、生成される光のコヒーレンスとスペクトル幅である。ポンプ光のパワーが閾値を大きく上回る時、二つの出力光は、コヒーレント状態とみなせる。共鳴している光の線幅は数kHzととても狭い。ポンプ光の線幅が狭ければ、出力光のうち共鳴していない方の光も狭い線幅を持つ。OPOの狭い線幅は分光に広く用いられる。

## 応用
OPOは出力光の線幅が狭く、分光に広く用いられる。
OPOは連続変数領域における光のスクイーズドコヒーレント状態と量子もつれ状態を生成するのに広く使われている。連続変数の量子情報のデモンストレーションはOPOによって実現された。
OPOは、原子がスクイーズド光とどのように相互作用するかを研究するための、原子の遷移に同調したスクイーズド光の光源として利用されている。
また、縮退OPOを後処理の不要で全てが光学的に構成された量子ハードウェア乱数生成器として使えたということも示された。